# 布雷斯特城堡
布雷斯特城堡（法語：château de Brest）是位於法國布雷斯特的一座城堡。布雷斯特城堡擁有1700多年的歷史，其歷史可以追溯至羅馬時期。現在布雷斯特城堡仍然是軍事要塞，擁有重要的戰略位置，是世界上歷史最久的仍在使用的城堡。1923年3月21日，布雷斯特城堡被列為法國的歷史紀念物。

## 外部連結
- （法文） Ville de Brest - article on the castle
- （法文） Inventaire général, Brittany （页面存档备份，存于）
- （法文） 3D reconstruction of the castle